# Gerd Koch
Gerd Koch (11 de julio de 1922 - 19 de abril de 2005) fue un antropólogo cultural alemán conocido por sus estudios sobre la cultura material de Kiribati, Tuvalu y las Islas Santa Cruz en el Pacífico. Fue asociado con el Museo etnológico de Berlín (en idioma alemán:Ethnologisches Museum; hasta 1999 Museum für Völkerkunde). Su trabajo de campo se dirigió a investigar y registrar el uso de artefactos en su contexto indígena, para comenzar a entender estas sociedades.
Su trabajo en antropología cultural y social se extendió a la investigación y grabación de la música y la danza de las Islas del Pacífico. Colaboró con Dieter Christensen, un musicólogo, en Die Musik der Ellice-Inseln (1964) y Koch también publicó las Songs of Tuvalu (traducidas por Guy Slatter) (2000). En Tuvalu también se le conocía como 'Keti'.

## Biografía
De niño, Gerd Koch estaba fascinado por los relatos de exploradores, incluyendo los viajes por el Pacífico de James Cook. Después de terminar el bachillerato, su familia no podía permitirse el lujo de enviarlo a la universidad, por lo que se convirtió en un aprendiz de vendedor en la compañía de plumas estilográficas Pelikan de Hannover, se incorporó a la Armada Alemana en 1941 y se formó como operador de radio. Su servicio militar consistió en monitorear las comunicaciones por radio en el Canal de la Mancha.
Fue aceptado en la Universidad de Göttingen en el invierno de 1945, donde estudió etnología. Le interesaba el tema de aculturación, el proceso de cambio cultural que resulta del encuentro entre culturas. En 1949 escribió una tesis titulada Die frühen europäischen Einflüsse auf die Kultur der Bewohner der Tonga-Inseln 1616-1852 («Las primeras influencias europeas en la cultura de los habitantes de las Islas Tonga 1616-1852»).
Después de obtener su doctorado, trabajó en la clasificación y catalogación de exposiciones del Museo Etnológico de Berlín (Museum für Völkerkunde), que se encontraban almacenadas en Celle. En 1951 Koch realizó estudios de campo en Tonga y también visitó Samoa, Fiyi y Nueva Caledonia. A su regreso, encontró un trabajo temporal para catalogar la colección etnológica del museo estatal de Hannover. En 1957 se le ofreció un puesto como custodio del Departamento del Pacífico (Südsee) en el Museo Etnológico de Berlín. También dio clases en la Universidad Libre de Berlín.
En 1960 y 1961 realizó estudios de campo en las Islas Ellice (ahora conocidas como Tuvalu). Regresó a las Islas Ellice en 1964 y luego realizó investigaciones en las Islas Gilbert (ahora conocidas como Kiribati). En ese momento estas islas eran administradas por los británicos como la colonia de las Islas Gilbert y Ellice. En 1966 realizó estudios de campo en el Pacífico, visitando la Península de Gazelle en Nueva Bretaña, Papúa Nueva Guinea; seguido por las Islas Santa Cruz y las Islas Reef en las Islas Salomón. En la década de 1970 realizó trabajos de campo en la provincia de Papúa, perteneciente a Indonesia, cerca de la frontera con Papúa Nueva Guinea.

## Estudios de campo

### Tonga, Fiyi y Samoa en 1951–1952
En 1951 obtuvo el apoyo de la Notgemeinschaft der Deutschen Wissenschaft («Asociación de Emergencia de la Ciencia Alemana») para llevar a cabo el trabajo de campo sobre el cambio cultural en el Reino de Tonga desde octubre de 1951 hasta junio de 1952. Recibió la ayuda del príncipe heredero (más tarde rey Taufa'ahau Tupou IV), quien arregló para que Koch se quedara con parientes en Nomuka, en el grupo de las islas Ha'apai.
Koch desarrolló técnicas para la grabación de la cultura, incluyendo el uso de grabadoras y cámaras cinematográficas, Koch completó cinco cortometrajes sobre la cultura tonga. Durante esta expedición, Koch también investigó y realizó otros documentales en Fiyi y en Samoa. Las películas que Koch completó fueron puestas a disposición del público en 1954 por la Encyclopaedia Cinematographica en Göttingen, con las películas que ahora tiene la Biblioteca Nacional Alemana de Ciencia y Tecnología (TIB) en Hannover.

### Islas Ellice en 1960-1961
Koch visitó los atolones de Nanumaga, Nukufetau y Niutao, lo que dio lugar a la publicación de un libro sobre la cultura material de las Islas Ellice. Tras el cambio de nombre a Tuvalu, la traducción inglesa de Guy Slatter se publicó con el título The Material Culture of Tuvalu.
A principios de la década de 1960, los ancianos de las islas conservaban recuerdos de finales del siglo XIX antes de que la influencia de los misioneros cristianos —que eran predominantemente misioneros samoanos formados por la Sociedad Misionera de Londres— y los comerciantes europeos y los administradores coloniales influyeran en las culturas de las islas. Esto le permitió a Koch grabar la música tradicional de Tuvalu y filmar danzas tradicionales tuvaluanas como el fakanau, fakaseasea y fatele.
Koch filmó a hombres de Niutao que participaban en batallas simuladas en las que se mostraban estilos tradicionales de combate y autodefensa llamados failima. Estas técnicas de combate, utilizando lanzas y palos tradicionales, se habían desarrollado cuando las islas eran objeto de incursiones de guerreros de Tonga y las Islas Gilbert (Kiribati).
Gerd Koch también grabó canciones tradicionales en las islas de Niutao, Nanumaga y Nukufetau. Estas canciones fueron editadas en una publicación musicológica de 1964, con una selección de las canciones publicadas en 2000 como Songs of Tuvalu junto con dos CD de las canciones grabadas.

### Islas Gilbert y Ellice en 1963

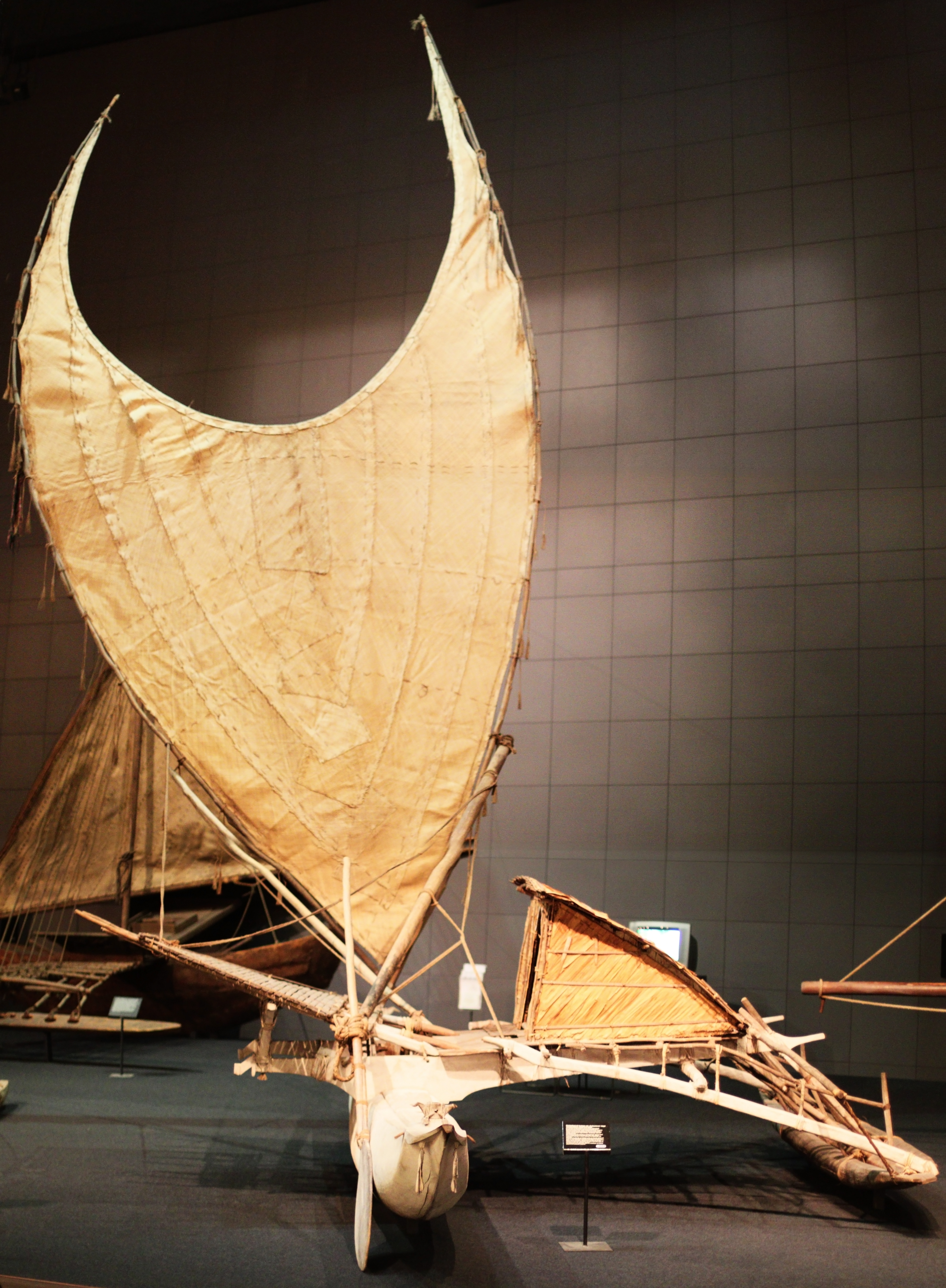
Tepukei (canoa «voladora» oceánica) desde lasislas Santa Cruz.

Regresó a las Islas Ellice, donde mostró las películas que hizo en su visita anterior y realizó otros documentales. Koch continuó la investigación en las islas Gilbert, y en 1965 publicó un libro sobre la cultura material de las islas Gilbert. Tras el cambio de nombre a Kiribati, se publicó la traducción inglesa de Guy Slatter bajo el título The Material Culture of Kiribati.

### Nueva Bretaña, Papúa Nueva Guinea y las Islas Santa Cruz en 1966-1967
Desde noviembre de 1966 hasta finales de febrero de 1967 realizó estudios de campo en el Pacífico, pasando varias semanas en la península de Gazelle en Nueva Bretaña y en el distrito Maprik de la provincia de Sepik Oriental en Papúa Nueva Guinea (PNG). Luego pasó cuatro meses en las Islas Salomón, investigando en la Bahía de Graciosa en la Isla Nendö (Ndende/Ndeni) en las Islas Santa Cruz y en Pileni y Fenualoa en las Islas Reef y regresó con material documental, fotográfico y de audio. En 1971 Koch publicó Die Materielle Kultur der Santa Cruz-Inseln.
Koch no coleccionaba objetos de importancia para los habitantes. Los artefactos significativos que trajo al Museo Etnológico de Berlín fueron el techo a dos aguas de una gran casa de reuniones de la provincia de Sepik Oriental y el último Tepukei (canoa con balancín) de las Islas Santa Cruz, que todavía está completo.

### Irian Jaya (Provincia de Papúa, Indonesia) década de 1970
En los años setenta, Gerd Koch y Klaus Helfrich, que posteriormente se convirtió en director del Museo de Berlín, intentaron obtener financiación de la Sociedad Alemana de Investigación (Deutsche Forschungsgemeinschaft (DFG)) para un proyecto interdisciplinario destinado a llevar a cabo un trabajo de campo en la provincia de Papúa, perteneciente a Indonesia, cerca de la frontera con Papúa Nueva Guinea, que los europeos no habían visitado y que en los años setenta se había convertido en un foco de atención para los evangelistas cristianos. Aunque el proyecto interdisciplinario previsto no prosiguió, dio lugar a una gran exposición en el Museo Etnológico de Berlín titulada Steinzeit Heute , que se inauguró en 1979.

## Carrera profesional
Durante más de dos décadas fue director Adjunto del Museo Etnológico de Berlín. También fue coeditor de Baessler-Archiv Beitrage zur Volkerkunde Neue Folge, que publicó artículos sobre antropología social. En 1984 recibió una cátedra honorífica de la Universidad Libre de Berlín. Su última exposición fue Boote aus aller Welt («Barcos de todo el mundo»). Se retiró del Museo en 1985, aunque continuó dando clases en la universidad hasta 1990.

## Muerte y legado
Koch regresó a Tuvalu y Tonga en 1996, donde conoció a isleños que eran niños cuando lo visitó en los años sesenta. Después de su jubilación continuó escribiendo y publicando sobre temas etnológicos. Gerd Koch puso fin a su vida de forma autodeterminada el 19 de abril de 2005 frente a las costas de Terranova cuando viajaba en barco a Nueva York.
Su trabajo de campo produjo 121 películas documentales, entre las que se encuentran las que ahora tiene el TIB en Hannover. Su trabajo cinematográfico incluye 15 cortometrajes documentales sobre aspectos de la cultura tuvaluense y otras 70 películas realizadas por Koch en las Islas Gilbert (Kiribati). El Museo Etnológico de Berlín también cuenta con aproximadamente 12.000 fotografías y una extensa colección de cintas de audio —incluyendo material músico-etnológico— grabadas por Koch.
Planeó la exposición permanente del Pacífico en el Museo Etnológico de Berlín que se inauguró en 1970 y que continuó en la forma que había diseñado durante más de 30 años. La Exposición del Pacífico ocupaba 3.000 metros cuadrados, con techos de 17 metros de altura que permitían la exhibición de barcos y elementos arquitectónicos en su tamaño original, incluyendo la única Tepukei (canoa oceánica) que sobrevivió y que Koch obtuvo en las Islas Santa Cruz en 1966-1967.

## Publicaciones
Su obra publicada incluye:
- (en alemán) (en inglés) Suedsee-Gestern und Heute: Der Kulturwandel bei den Tonganern und der Versuch euter Deutung dieser Entwicklung fue publicado en 1955 como Volumen 7 de Research into the history of culture, editado por el Dr. Nabil Georg Eckart, Profesor de la Universidad de Kant, Brunswick, y el Dr. Herman Trimborn, Profesor de la Universidad de Bonn. Traducción al inglés por PE Klarwill, Wellington, Nueva Zelanda, publicada por Albert Limback Verlag, Brunswick con la asistencia de la Asociación de Investigación Alemana (1958).
- (en alemán) (en inglés) Die Materielle Kulture der Ellice-Inseln, Berlín: Museum für Völkerkunde (1961); La traducción al inglés de Guy Slatter, se publicó como The Material Culture of Tuvalu, Universidad del Pacífico Sur en Suva (1981) ASIN B0000EE805.
- (en alemán) (en inglés) Die Materielle Kultur der Gilbert-Inseln, Berlín: Museum für Völkerkunde (1965) The Slate, fue publicado como The Material Culture of Kiribati, en Suva (1986) Universidad del Pacífico Sur. ISBN  9789820200081.
- (en alemán) Kultur der Abelam: die Berliner "Maprik" -Sammlung (1968) ( Culture of the Abelam: The "Maprik" Berlin Collection) del distrito de Maprik, provincia de East Sepik, PNG.
- (en alemán) Die Materielle Kultur der Santa Cruz-Inseln, Berlín: Museo de Etnología (1971 y 1972).
- (en alemán) Iniet: Geister in Stein: die Berliner Iniet-Figuren-Sammlung, Berlín: Museo de Etnología (1982) (" Iniet : Spirits in stone: 'Iniet figures in the Berlin Collection) de New Britain, PNG.
- (en inglés) Malingdam, Ethnographische Notizen über ein Siedlungsbereich im oberen Eipomek-Tal, zentrales Bergland von Irian Jaya (West-Neuguinea), Indonesien Indonesia, que se publicó en 1984 como Volumen 15 de la serie "Mensch, Kultur und Umwelt im Zentralen Bergland von West-Neuguinea" (Humans, Culture and Environment in the Central Highlands of West-New Guinea).
- (en inglés) Songs of Tuvalu (traducido por Guy Slatter), Instituto de Estudios del Pacífico, Universidad del Pacífico Sur (2000) ISBN 9820203147 ISBN 9789820203143.